# NGC 2566
NGC 2566 (również PGC 23303 lub UGCA 138) – galaktyka spiralna z poprzeczką (SBab), znajdująca się w gwiazdozbiorze Rufy. Odkrył ją William Herschel 6 marca 1785 roku.